# Gare d’Aubie - Saint-Antoine
Gare d’Aubie - Saint-Antoine vasútállomás Franciaországban, Saint-Antoine településen.

## Vasútvonalak
Az állomást az alábbi vasútvonalak érintik:
- Chartres–Bordeaux-vasútvonal

## Kapcsolódó állomások
A vasútállomáshoz az alábbi állomások vannak a legközelebb:
- Gare de Gauriaguet
- Gare de Saint-André-de-Cubzac